# Pytheus
Pytheus is een kevergeslacht uit de familie van de boktorren (Cerambycidae). De wetenschappelijke naam van het geslacht werd voor het eerst geldig gepubliceerd in 1840 door Newman.

## Soorten
Pytheus omvat de volgende soorten:
- Pytheus castaneus McKeown, 1942
- Pytheus erosus (MacLeay, 1826)
- Pytheus jugosus Newman, 1840
- Pytheus pulcherrimus (Pascoe, 1859)